# Acronychia wabagensis
Acronychia wabagensis är en vinruteväxtart som beskrevs av Thomas Gordon Hartley. Acronychia wabagensis ingår i släktet Acronychia och familjen vinruteväxter. Inga underarter finns listade i Catalogue of Life.